# 연천중학교 (서울)
연천중학교(延川中學校)는 대한민국 서울특별시 은평구 불광동에 있는 공립 중학교이다.

## 학교 연혁
- 1984년 1월 19일 : 연천중학교 설립 15학급 인가
- 1984년 3월 1일 : 초대 유재혁 교장 취임
- 1984년 5월 4일 : 개교식
- 1987년 2월 13일 : 제1회 졸업식(106명 졸업)
- 1990년 11월 5일 : 본관 증축 완공
- 2012년 11월 30일 : 해오름관 준공
- 2020년 9월 1일 : 제15대 안창원 교장 취임
- 2020년 12월 30일 : 혜윰관 준공
- 2022년 1월 28일 : 제36회 졸업식 (102명 졸업, 총 졸업생수 12,383명)
- 2022년 2월 9일 : 제39회 입학식 (남 44명, 여 35명 총 79명 입학)

## 참고 자료
- 연천중학교 - 한국교육학술정보원 학교알리미